# Komisja Dokumentacji Hydrogeologicznych
Komisja Dokumentacji Hydrogeologicznych (KDH) – organ międzyresortowy zajmujący się rozpatrywaniem i przygotowywaniem opinii projektów i dokumentacji hydrogeologicznych przed ich zatwierdzeniem przez Ministra Środowiska.

## Zakres działania
KDH powołana została w 1953 roku pod auspicjami ówczesnego Prezesa Centralnego Urzędu Geologii. Obecnie jest jednym z organów Ministerstwa Środowiska i działa przy Głównym Geologu Kraju. Członkowie Komisji powoływani i odwoływani są przez Ministra Środowiska.

Komisja ocenia prawidłowość sporządzenia projektów prac geologicznych i dokumentacji hydrogeologicznych oraz ocenia zakres merytorycznych prac geologicznych, przewidzianych do wykonania na zamówienie Ministra Środowiska.

## Podstawa prawna działania
- Art. 7 ust. 4 pkt 5 ustawy z dnia 8 sierpnia 1996 r. o Radzie Ministrów (Dz.U. z 2022 r. poz. 1188),
- Zarządzenie Nr 35 Ministra Środowiska z dnia 8 czerwca 2011 r. w sprawie powołania Komisji Dokumentacji Hydrogeologicznych,
- Decyzja Nr 14 Ministra Środowiska z dnia 8 czerwca 2011 r. w sprawie ustalenia składu osobowego Komisji Dokumentacji Hydrogeologicznych.

## Obecny skład komisji
- prof. UW dr hab. Ewa Krogulec - przewodnicząca
- dr Piotr Herbich – zastępca przewodniczącego
- prof. dr hab. Andrzej Kowalczyk – zastępca przewodniczącego
- prof. dr hab. Bohdan Kozerski – zastępca przewodniczącego
- prof. dr hab. Bronisław Paczyński – zastępca przewodniczącego
- oraz 37 członków